# Elatostema auriculatum
Elatostema auriculatum är en nässelväxtart som beskrevs av Wen Tsai Wang. Elatostema auriculatum ingår i släktet Elatostema och familjen nässelväxter. Utöver nominatformen finns också underarten E. a. strigosum.